# Робер Мальваль
Робер Мальваль (нар. 11 липня 1943) — прем'єр-міністр Гаїті у 1993–1994 роках.
Промисловець та бізнес-лідер, Мальваль був призначений на пост глави уряду президентом у вигнанні Жаном-Бертраном Аристидом. Завданням нового прем'єра стало примирення ворогуючих партій. Не підтримував призначеного військовиками тимчасового президента Еміля Жонассена. У грудні 1993 вийшов у відставку, розкритикований Аристидом як особа, що не змогла об'єднати зусилля сторін для розв'язання політичної кризи.